# الحرب الأهلية السامواية الثانية
كانت الحرب الأهلية الثانية في ساموا صراعًا وصل إلى ذروته في عام 1898 عندما كانت ألمانيا والمملكة المتحدة والولايات المتحدة تخوض نزاعًا للسيطرة على سلسلة جزر ساموا، الواقعة في جنوب المحيط الهادئ.
في ختام الحرب عام 1899، مُنحت الولايات المتحدة القسم الشرقي من الجزر، ومُنح الألمان القسم الغربي من الجزر، وأُعطي البريطانيون جزر سليمان الشمالية لشويسيول وإيزابيل وجزر شورتلاند التي كانت في السابق تنتمي إلى ألمانيا. لقد الجزء الألماني الآن صار دولة مستقلة هي ساموا، فيما ظل النصف الأمريكي طوعًا تحت سيطرة حكومة الولايات المتحدة بصفته أراضي ساموا الأمريكية.

## الحلفاء
كان الحلفاء من أتباع الساموانيين لماليتوا تانونافيلي الأول والذين دعموا القوات البحرية لكل الولايات المتحدة والمملكة المتحدة التي قاتلت ضد متمردي ماتافا يوسيفو.

## التاريخ
وبسبب وفاة مالييتوا لوبيبا، عاد ماتافا يوسيفو من المنفى وانتخب عضوًا في السلطة من قبل مجلس رؤساء ساموا. ردًا على ذلك، حطت البحرية الملكية البريطانية وقوات البحرية الأمريكية في أبيا لدعم نجل لاوبيبا ماليتوا تانومافيلي الأول ضد ماتافا المدعوم من ألمانيا.
وقعت أول معركة في النزاع بين البريطانيين والأمريكيين في أبيا، عندما هبطت القوات البحرية واحتلت معظم المدينة، هوجمت قوات ماتافا، لذلك بدأت السفن الحربية البريطانية والأمريكية في ميناء أبيا قصف مواقع العدو حول المدينة. بعد النزاع، تراجعت قوات ماتافا إلى معقل فيليلي وبالتالي بدأت العديد من الحملات الأمريكية والبريطانية في الغابة الكثيفة للعثور على رجال الزعيم.
في نهاية مارس، قامت بعثة مشتركة من القوات البريطانية والأمريكية والسامواية بمسيرة على طول الساحل من آبيا نحو فيليلي. لقد وقعت اشتباكات، ودُمِّرت قريتين مع تراجع المتمردين السامونيين. وفي 1 أبريل، غادرت بعثة، تتكون من 26 من مشاة البحرية و88 بحارًا و136 سامواي، الساحل لشن هجوم على الجانب البري من فيليلي، تاركةً حماية دعم إطلاق النار البحري. لقد هبطت الطرادات USS Philadelphia، وإتش إم إس تاورانغا، وأتش أم أس Porpoise والسفينة الحربية أتش أم أس الملكية بالبحارة ومشاة البحرية، وقد أُرسلت الملكية قبل البعثة لقصف حصنين اثنين تحرس مزارع فيليلي.
كانت معركة فيليلي الثانية في 1 أبريل هزيمة للقوات الاستكشافية، التي تراجعت إلى أبيا وأبلغت خسائرها إلى قادتها الذين قرروا التخطيط للعمليات المستقبلية في المنطقة. وفي 13 أبريل، تم تمديد خط المواجهة البريطاني جنوب فيليلي مباشرة وفي ذلك اليوم هاجم جنود ماتافا ولكن تم صدهم. قاتلت بعثة أخرى في وقت لاحق مرة أخيرة داخل فيليلي، هذه المرة انتصر المتمردون مرة أخرى عندما صمدوا ضد هجوم بريطاني على الحصنين. وقعت الاشتباكات بالقرب من ساحة المعركة حيث انتصر متمردو ساموا على القوات الألمانية في عام 1889 أثناء الحرب الأهلية الأولى في الجزيرة. لقد نُصب تمثال لساسين موناغان في سبوكين في واشنطن لإحياء ذكرى شجاعة الضابط الشاب. وقعت معركة ثانية في أبيا في 25 أبريل عندما هاجمت قوة صغيرة من الساموايين دورية من مشاة البحرية الأمريكية، ولكن تم طردهم دون إلحاق أي خسائر بالأمريكيين.
أدت الحرب في النهاية، ومن خلال الاتفاقية الثلاثية لعام 1899، إلى تقسيم جزر ساموا إلى ساموا الأمريكية وساموا الألمانية.

## معرض الصور

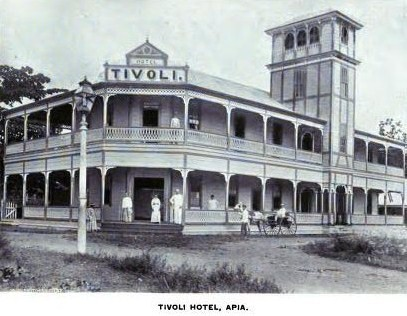
فندق تيفولي في عام 1896، استخدم كمركز قيادة للقوة الأمريكية خلال معركة آبيا.
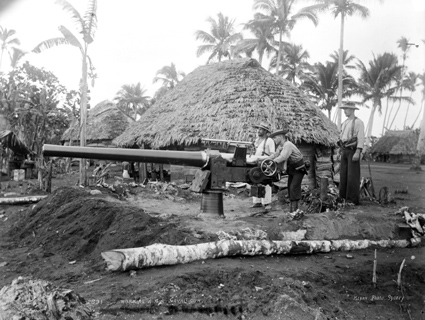
مشاة البحرية الأمريكية وبندقية في أوبولو، 1899.
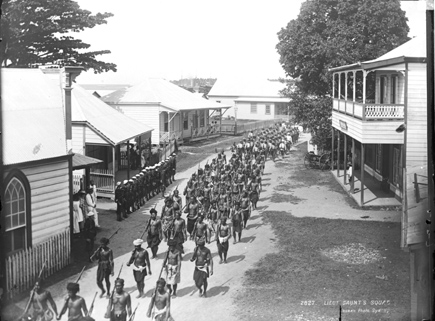
محاربي ساموا والجنود الأمريكيين خلال حصار آبيا في مارس 1899.
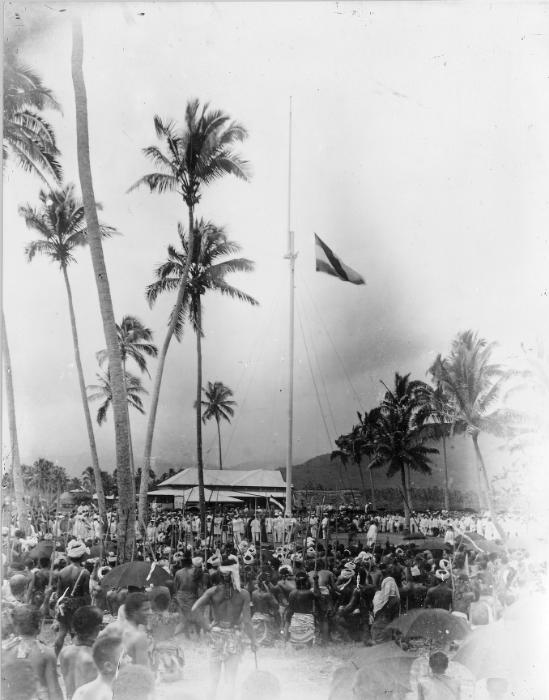
حفل رفع العلم الألماني في ذكرى إنشاء ساموا الألمانية عام 1900.
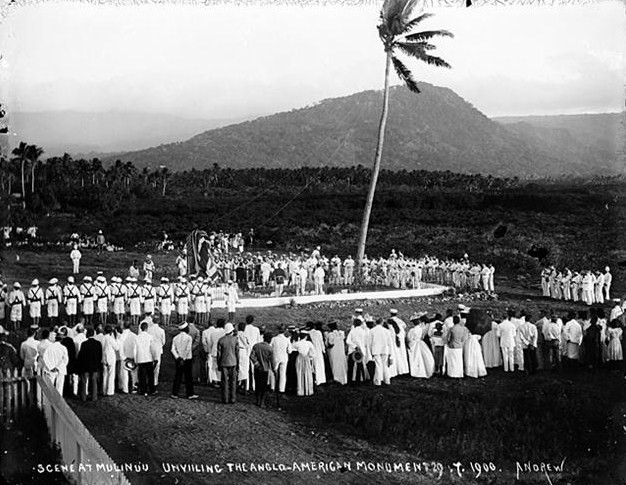
السامواييون والأمريكيون والبريطانيون يعقدون مراسم أثناء إقامة نصب تذكاري في شبه جزيرة مولينو، 1902.
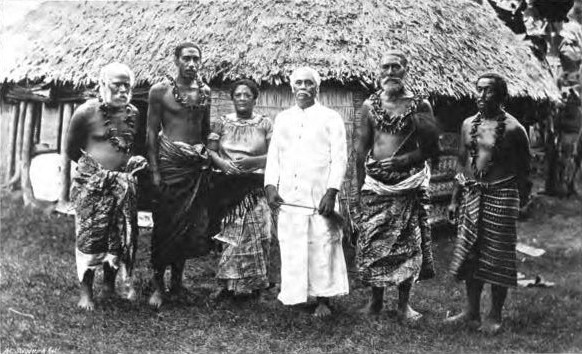
ماتافا يوسيفو وأتباعه، 1902.